# Hailar
Hailar (giản thể: 海拉尔区; phồn thể: 海拉爾區; bính âm: Hǎilār Qū, Hán Việt: Hải Lạp Nhĩ khu) là một khu (quận) của địa cấp thị Hulunbuir (Hô Luân Bối Nhĩ), khu tự trị Nội Mông Cổ, Trung Quốc. Hailar là thủ phủ và cũng là khu vực đô thị tập trung duy nhất của Hulunbuir. Khu vực quận được biết đến với biệt danh "Viên ngọc trên đồng cỏ" và đóng vai trò như một cửa ngõ giữa Nga và Trung Quốc. Hailar trở thành một pháo đài quân sự của nhà Thanh vào năm 1734, và dưới thời cai trị của Trung Hoa Dân Quốc, Hailar trở thành tỉnh lị của tỉnh Hưng An. Hailar ngày nay là một trung tâm của các ngành sản xuất nông nghiệp trong vùng. Quy mô đô thị hiện nay của Hailar tương đối nhỏ nhưng ckhaf thịnh vượng. Giữa thế kỷ, 20, thành phố được ước tính chỉ có khoảng 20.000 người.
Sân bay Đông Sơn Hailar nằm trên địa bàn thành phố và có các chuyến bay tời Bắc Kinh và Thẩm Dương cùng một số nơi khác. Ga xe lửa Hailar là ga xe lửa chính áp chót trước khi tới Mãn Châu Lý, cửa khẩu đường sắt nằm gần biên giới với Nga. Cửa khẩu nằm trên nhánh Cáp Nhĩ Tân-Mãn Châu Lý của tuyến đường xuyên Siberi. Hailar có khí hậu lục địa ẩm. Mùa đông tại đây dài và rất khô hanh và ga gắt còn mùa hè khá ngắn nhưng rất ấm áp và ẩm ướt hơn. Nhiệt độ trung bình tháng 1 vào khoảng −25,1 °C và tháng 7 là 20,0 °C, còn nhiệt độ trung bình năm là −0,96 °C.

## Hành chính

### Nhai đạo
| - Chính Dương (正阳街道) - Hướng Hoa (向华街道) - Kháo Sơn (靠山街道) - Kiện Khang (健康街道) | - Thắng Lợi (胜利街道) - Hô Luân (呼伦街道) - Phấn Đấu (奋斗街道) |

### Trấn
- Cáp Khắc (哈克镇)

## Khí hậu
| Dữ liệu khí hậu của Hailar               | Dữ liệu khí hậu của Hailar | Dữ liệu khí hậu của Hailar | Dữ liệu khí hậu của Hailar | Dữ liệu khí hậu của Hailar | Dữ liệu khí hậu của Hailar | Dữ liệu khí hậu của Hailar | Dữ liệu khí hậu của Hailar | Dữ liệu khí hậu của Hailar | Dữ liệu khí hậu của Hailar | Dữ liệu khí hậu của Hailar | Dữ liệu khí hậu của Hailar | Dữ liệu khí hậu của Hailar | Dữ liệu khí hậu của Hailar |
| Tháng                                    | 1                          | 2                          | 3                          | 4                          | 5                          | 6                          | 7                          | 8                          | 9                          | 10                         | 11                         | 12                         | Năm                        |
| ---------------------------------------- | -------------------------- | -------------------------- | -------------------------- | -------------------------- | -------------------------- | -------------------------- | -------------------------- | -------------------------- | -------------------------- | -------------------------- | -------------------------- | -------------------------- | -------------------------- |
| Cao kỉ lục °C (°F)                       | −1.0 (30.2)                | 4.3 (39.7)                 | 16.2 (61.2)                | 29.4 (84.9)                | 33.7 (92.7)                | 38.8 (101.8)               | 39.5 (103.1)               | 36.9 (98.4)                | 33.2 (91.8)                | 26.2 (79.2)                | 12.2 (54.0)                | 2.4 (36.3)                 | 39.5 (103.1)               |
| Trung bình ngày tối đa °C (°F)           | −19.2 (−2.6)               | −13.5 (7.7)                | −3.4 (25.9)                | 9.5 (49.1)                 | 18.4 (65.1)                | 24.4 (75.9)                | 26.1 (79.0)                | 24.3 (75.7)                | 17.6 (63.7)                | 8.0 (46.4)                 | −5.8 (21.6)                | −16.2 (2.8)                | 5.8 (42.5)                 |
| Trung bình ngày °C (°F)                  | −24.8 (−12.6)              | −20.3 (−4.5)               | −9.9 (14.2)                | 3.0 (37.4)                 | 11.6 (52.9)                | 18.0 (64.4)                | 20.4 (68.7)                | 18.3 (64.9)                | 10.8 (51.4)                | 1.2 (34.2)                 | −11.7 (10.9)               | −21.4 (−6.5)               | −0.4 (31.3)                |
| Tối thiểu trung bình ngày °C (°F)        | −29.2 (−20.6)              | −25.7 (−14.3)              | −15.8 (3.6)                | −3.0 (26.6)                | 4.4 (39.9)                 | 11.4 (52.5)                | 14.9 (58.8)                | 12.8 (55.0)                | 5.0 (41.0)                 | −4.0 (24.8)                | −16.3 (2.7)                | −25.7 (−14.3)              | −5.9 (21.3)                |
| Thấp kỉ lục °C (°F)                      | −42.9 (−45.2)              | −42.3 (−44.1)              | −32.5 (−26.5)              | −21.6 (−6.9)               | −8.4 (16.9)                | 0.1 (32.2)                 | 5.3 (41.5)                 | 2.5 (36.5)                 | −7.9 (17.8)                | −20.5 (−4.9)               | −38.0 (−36.4)              | −40.1 (−40.2)              | −42.9 (−45.2)              |
| Lượng Giáng thủy trung bình mm (inches)  | 4.6 (0.18)                 | 3.6 (0.14)                 | 6.0 (0.24)                 | 13.9 (0.55)                | 22.7 (0.89)                | 55.1 (2.17)                | 94.0 (3.70)                | 88.0 (3.46)                | 33.6 (1.32)                | 16.7 (0.66)                | 6.4 (0.25)                 | 7.4 (0.29)                 | 352.0 (13.86)              |
| Số ngày giáng thủy trung bình (≥ 0.1 mm) | 7.6                        | 5.9                        | 5.6                        | 5.9                        | 7.0                        | 12.9                       | 14.5                       | 12.4                       | 9.5                        | 6.2                        | 7.1                        | 9.6                        | 104.2                      |
| Độ ẩm tương đối trung bình (%)           | 78                         | 78                         | 69                         | 52                         | 46                         | 59                         | 69                         | 70                         | 64                         | 62                         | 73                         | 79                         | 67                         |
| Số giờ nắng trung bình tháng             | 167.0                      | 195.6                      | 244.1                      | 246.2                      | 298.0                      | 285.9                      | 279.8                      | 268.7                      | 218.6                      | 210.1                      | 165.3                      | 139.4                      | 2.718,7                    |
| Phần trăm nắng có thể                    | 63                         | 69                         | 67                         | 60                         | 63                         | 59                         | 58                         | 60                         | 58                         | 63                         | 60                         | 55                         | 61                         |
| Nguồn:                                   |                            |                            |                            |                            |                            |                            |                            |                            |                            |                            |                            |                            |                            |

## Thành phố kết nghĩa
- Chita, Nga.[3]
- Öndörkhaan, Mông Cổ.[4]